# Sebanen
Sebanen is een bestuurslaag in het regentschap Jember van de provincie Oost-Java, Indonesië. Sebanen telt 2706 inwoners (volkstelling 2010).